# サンリバー (吹田市)
株式会社サンリバー（英: SUN RIVER CO.,LTD.）は、大阪府吹田市で、スポーツ施設・飲食店・美術館等が入った複合施設「アメニティ江坂」の運営を行う企業。

## 沿革
- 1940年6月4日 - 北海道絹毛工業として設立。
- 1947年 - 旭川紡績と社名変更
- 1950年 - 札幌証券取引所に上場。
- 1951年 - 大阪工場操業開始。
- 1957年 - 旭川工場閉鎖。
- 1969年 - 不動産賃貸業開始。
- 1972年 - ゴルフセンター開設、子会社としてサンリバーを設立。
- 1983年 - 紡績業から撤退。
- 1984年 - サンリバーと商号変更、これまでの子会社サンリバーを江坂スポーツランドに商号変更。
- 2001年 - 江坂スポーツランドを合併。
- 2003年 - 豊田自動織機の完全子会社化、上場廃止。

## 運営施設

### スポーツ施設
- 江坂ゴルフセンター
- 江坂テニスセンター
- 江坂ベースボールセンター

### レストラン
- 中国料理　翠園
- ゴルフレストラン
- テニスレストラン

### ギャラリー
- 彫刻の美術館　スキュルチュール江坂

ロダンやジャコメッティなどの彫刻を常設展示する美術館。館内にはカフェスペースが設けられている。隣接する庭園「リーニュ・ブランジュの庭」にはハンガリーの彫刻家マルタ・パンの作品が展示されている。